# Beloniscus ochraceus
Beloniscus ochraceus is een hooiwagen uit de familie Beloniscidae. De wetenschappelijke naam van Beloniscus ochraceus gaat terug op Loman, in Weber.